# Eileen Wearne
Eileen Wearne, född 30 januari 1912, död 7 juli 2007, var en friidrottare från Australien. Hon deltog vid olympiska sommarspelen 1932.